# Rancho Alegre
Rancho Alegre este un oraș în Paraná (PR), Brazilia.